# 債権回収
債権回収（さいけんかいしゅう）とは、期限までに支払われなかった債権の満足を得るために法的手段などを講じることをいう。
貸金債権、日常取引から生じる未収金債権や消費者契約から生じる各種料金債権など、定型もしくは一定期間毎に発生する債権についていうことが多い。逆に、単発の不法行為や契約違反を理由とする損害賠償請求を「債権回収」と呼ぶことは少ない。

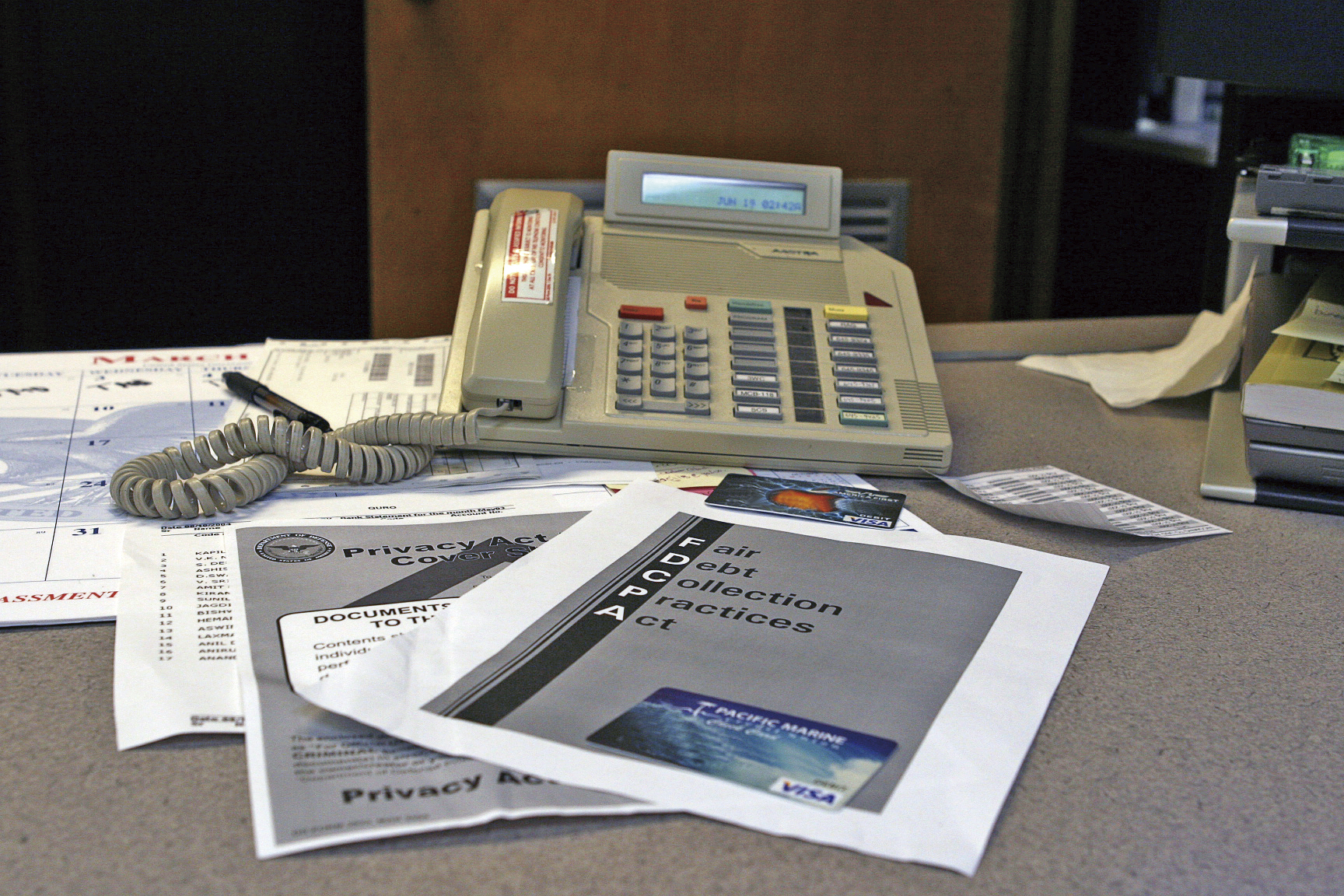
電話による債権回収のイメージ

## 歴史

### 中国
- 漢代に債権回収請求訴訟が行われていた記録が残されている。しかし、訴えを受理した官署は積極的に事実を究明することもなく、判決を下すこともなく、単に債務者に訴えがあった事実を連絡するだけであったという。債権回収が成功するか否かは、官の威光により債務者が諦めるかどうかにかかっていた[1]。

### 日本
- 1949年（昭和24年）の弁護士法の制定以来、債権回収といった行為は弁護士の独占業務であった。
- 1990年代初頭からバブル崩壊に伴う不良債権の大量発生が問題となった。当時は弁護士の数が少なく、不良債権の回収業務に対応しきれないことが問題視された。そこで、弁護士法の特例として、厳格な許可制により管理された債権回収会社にも債権回収業務の取扱いを認めることとなった。

## 債権回収に関与する主体
以下のような主体が債権回収に関与することが多い。
なお、事件屋や整理屋のような者が関与してくることもあるが、適切な資格なく債権回収に関わることは違法である。

## 違法行為（非弁行為）
弁護士法第72条は、弁護士または弁護士法人でない者が、報酬を得る目的で一般の法律事件に関する法律事務を取り扱い、またはその周旋を業として行うことを禁止している（いわゆる「非弁行為」）。弁護士会は、非弁行為が刑罰法規の対象となり得る違法行為であること、無資格者による代理・周旋は当事者の権利救済を害するおそれが高いことを注意喚起している。
債権回収分野でも、弁護士・サービサー・認定司法書士等に認められた範囲を超える第三者の代理・周旋は、弁護士法72条違反となるおそれが高く、注意が必要である。
事例
海田町事件では、報道で「回収屋」「釈迦憎」を名乗る集団が投資金の返還を口実に債権回収を掲げ、暴力的手段で金銭を回収したと伝えられた。同事件は刑事事件として有罪判決に至っているが、一般論として、弁護士資格のない第三者が他人の債権回収を業として受任・周旋することは弁護士法72条に抵触し得るため、利用者は非弁行為に該当しない主体・手続であるか十分に確認すべきである。

### 債権者側
- 債権者本人（法人含む）

債権の帰属主体である債権者本人は、その権利行使として当然に債権回収を行うことができる。ただし、方法を誤ると不法行為責任を負う可能性があるほか、貸金業者である場合には貸金業法の規制を受けるなど、一定の制約がある。
- 弁護士

債権者を代理して債権回収を行うことができる。対象債権の種類・金額に制限はなく、取りうる法的手段の種類にも制限はない。
- 債権回収会社

債権管理回収業に関する特別措置法が定める特定金銭債権に限定されるが、他人の債権回収を代行することもできるし、特定金銭債権を譲り受けて債権者本人として債権回収を行うこともできる。
- 認定司法書士

140万円以下の債権に限り債権回収を行うことができる。債権者を代理することができるのは簡易裁判所における手続に限定される。

### 債務者側
- 債務者本人
- 弁護士または認定司法書士

債務者を代理して債権者やその代理人との交渉を行うことができる。債務者の財産状況によっては債務整理を案内することもある。
認定司法書士に係る権限の制限については上述のとおり。

## 債権回収の手法

### 事前の準備
支払い遅延が発生してから債権回収の手段を講じたのではコストが膨らみがちであることから、特に日常的に債権回収が必要となる業種においては、可能な限り支払い遅延を発生させず、発生したとしても債権回収を容易とするための種々の対策が講じられている。
与信管理
個々の債務者について、その経済状態等を考慮して債権の保有上限を予め設定しておくことをいう。これにより、万一債権が回収できない事態となったとしても損害を抑制することができる。
与信管理のためには、取引開始前の信用調査が重要である。実務的には、直接面談・現地調査などの直接調査のほか、信用調査機関への調査依頼や登記事項証明書（登記簿謄本）の取得などによる間接調査が行われることが多い。
担保の設定
法的な担保権は支払い遅延があれば債権者の任意に実行できることが原則であり、万一債務者が破産したとしても影響を受けない（別除権という。）。そのため、法的に有効な担保権を設定しておくことは債権回収に備える上で極めて重要となる。
不動産への抵当権設定、在庫品への動産集合譲渡担保設定などがよく用いられる。
反対債務がある場合は相殺も担保の一種として働く。
債権管理
支払期限の管理のほか、回収に長期を要する債権については時効時期を把握して管理しておくことが必要となる。金融機関などにおいては担当部署が設置されていることもある。
また、具体的な不安がない状況でも、日頃から取引先や周辺関係者とのコミュニケーションを密にし、信用危機の予兆たりうる情報を収集しておくことが重要であるとされている。資金繰りの悪化を窺わせる具体的な兆候が現れているのであれば尚更である。

### 事後の対応

#### 裁判外の対応
支払い遅延が発生した場合、まずは任意の交渉が試みられることが多い。債権者側からは督促状が送付されたり、電話や対面での交渉が試みられたりすることが多い。
逆に債務者側から積極的に債権者にコンタクトを取り、事情を説明しようとすることもある。
任意の交渉で新たな支払時期などについて合意が形成できれば、その後は新たな合意に基づいて債務が履行されることになる。
事情によっては第三者を介した解決が適している場合もあり、ADRの利用が検討されることもある。
債権者が自力での回収を断念した場合、債権を債権回収会社に売却して手仕舞いとすることもある。この場合、元の債権者に代わって債権回収会社が債権回収を続行する。

#### 裁判上の対応
任意の交渉がまとまらない場合や、債務者と連絡がつかない場合などは、債権者としては法的手続を検討することになる。一般的な流れは以下のとおりである。
1. 担保権を有している債権者は、裁判所にその実行を申し立てる。
2. 担保権がないか、担保権を実行しても債権全額の満足を得られなかった場合は、通常の民事裁判手続を進めることになる。
  1. まず、債務者の知れたる財産があれば民事保全を申し立てて保全する。
  2. 次に、未払債務の支払いを求める民事訴訟を提起し、判決を取得する。
  3. そして、判決を債務名義として強制執行を申し立てる。
3. 強制執行を終えてもなお債権全額の満足を得られなかった場合は、債権者から債務者の破産を申し立てることが検討されることもある。

## 倒産手続との関係
支払い遅延が生じる状況では債務者が倒産状態にあることも少なくないため、債権回収を行う上でも倒産手続を意識した対応が必要となる。
交渉や法的手続を進めている最中であっても、債務者側から私的整理の申し出が行われることもあるし、債務者が自己破産をする可能性もある。
債務者が破産した場合、直前に一部の債権の回収に成功していたとしても破産管財人から否認権を行使される可能性がある。

## 関連事項
- 債権
- 債権回収会社
- 取り立て屋